# Ombolata Simenari
Ombolata Simenari is een bestuurslaag in het regentschap Gunungsitoli van de provincie Noord-Sumatra, Indonesië. Ombolata Simenari telt 484 inwoners (volkstelling 2010).